# Dwingeloo 2
Dwingeloo 2 is een onregelmatig sterrenstelsel en ontdekt in 1996. Het ligt ongeveer 10 miljoen lichtjaar van de aarde verwijderd. Zijn ontdekking is het resultaat van de zogenoemde Dwingeloo Obscured Galaxy Survey (DOGS) in de zogenoemde Zone of avoidance door de Dwingeloo Radiotelescoop. Het stelsel is een satellietsterrenstelsel van Dwingeloo 1 en ligt in het sterrenbeeld Cassiopeia.
Dwingeloo 2 is ontdekt op de golflengte van de 21 cm-emissielijn van het waterstofatoom (onder astronomen bekend als HI) in observaties gedaan naar aanleiding van de ontdekking van Dwingeloo 1. Van Dwingeloo 2 wordt aangenomen dat het onderdeel is van de IC 342/Maffei-groep. Het stelsel beweegt zich met een snelheid van 241 km/s van de Melkweg af. 